# 馬目村
馬目村（まのめむら）は、かつて岐阜県海津郡に存在した村である。
現在の海津市海津町馬目に該当し、大江川（揖斐川支流）沿いの村であった。
発足時は下石津郡の村であったが、郡制施行後、海津郡の村となっている。

## 歴史
- 1875年（明治8年） - 馬目村、内記村、福島村が合併し、三喜村になる。
- 1878年（明治11年） - 石津郡は上石津郡と下石津郡に分割され、この地域は下石津郡となる。
- 1881年（明治14年）11月 - 三喜村が馬目村、内記村、福島村[1]に分立する。
- 1889年（明治22年）7月1日 - 町村制により、馬目村発足。
- 1897年（明治30年）4月1日[2] - 郡制に基づき、下石津郡、海西郡と安八郡の一部が合併し、海津郡になる。当村は海津郡の村となる。
- 1897年（明治30年）4月1日 - 高須町、高須村、札野村、内記村、萱野村、福岡村、日下丸村、西小島村、東小島村 と合併し、高須町発足。同日馬目村は廃止。